# Hieracium juranum
Hieracium juranum es una especie de planta con flor del género Hieracium, de la familia Asteraceae, orden Asterales.

## Distribución
Hieracium juranum se distribuye por exChecoslovaquia, Francia, Italia, España y Suiza.

## Taxonomía
Fue descrita científicamente por Rapin.
Tratamiento taxonómico
La especie aparece registrada y publicada en Guide Bot. Vaud.